# 布里斯特号护航驱逐舰
布里斯特号护航驱逐舰（英語：USS Brister，舷号：DE-327），是美国海军于第二次世界大战期间建造的一艘埃德索尔级护航驱逐舰，其舰名取自在大西洋海战中失踪的罗伯特·厄尔·布里斯特（Robert Earl Brister）少尉。
该舰由少尉的母亲冠名，于1943年6月14日在德克萨斯州奥兰治联合钢铁厂铺设龙骨，随后于8月24日下水。11月30日，布里斯特号正式服役，交由劳顿·H·克罗斯比（Lawton H. Crosby）少校指挥。

## 设计与装备
埃德索尔级护航驱逐舰的设计与巴克利级护航驱逐舰类似，均采用长船体并建有较高的舰桥。该级护航驱逐舰配备3英寸（76毫米）50倍径单装主炮，后续曾计划更换为5英寸（127毫米）38倍径主炮，但最终没有实际执行。该级护航驱逐舰由4台费尔班克斯-莫尔斯38D8-1/8-10内燃机提供动力，总功率最高可达6000匹马力，最高航速21节。其燃料舱可携带312吨重油，在12节航速下航程可达11000海里。此外，该级舰船还配备有较完善的侦查搜索系统，包括SL或SU水面雷达、SA对空雷达、QC声呐系统以及用于监听潜艇无线电的HF/DF天线。

## 服役历史
1944年6月至1945年6月，布里斯特号共护送7批船团跨越大西洋前往欧洲，其中2批目的地为意大利，其余5批目的地为英国。1945年6月8日，她被调往太平洋服役并于7月3日顺利抵达加利福尼亚州圣迭戈。8月，布里斯特号离开珍珠港向西航行，随后于9月抵达远东地区。此后一段时间，她一直在东亚活动，协助盟军占领日本和韩国，期间她还多次前往东海执行护航及巡逻任务。1946年4月8日，布里斯特号从新加坡返航，经苏伊士运河和地中海，最终于5月30日抵达南卡罗来纳州查尔斯顿。10月4日，该舰在佛罗里达州格林科夫斯普林斯正式退役。
1955年9月2日，布里斯特号驶入查尔斯顿海军造船厂接受改造，10月21日，她被重新分类为雷达哨戒驱逐舰DER-327。1956年7月2日，该舰重归现役，开始在大西洋执行任务。1968年9月21日，布里斯特号再次退役，2天后，她自美国海军除籍，随后于1971年11月3日被出售拆解。

## 荣誉
布里斯特号服役期间所获荣誉如下：
|             |             |  |
|             |             |  |
|             |             |  |
| Bronze star | Silver star |  |

| 战斗行动奖章                     | 海军单位嘉奖                 | 中国服役奖章           |
| 美国战役奖章                     | 亚太战役奖章                 | 欧洲-非洲-中东战役奖章 |
| 第二次世界大战胜利奖章           | 海军占领服役奖章             | 国防部服役奖章         |
| 武装部队远征奖章 （1枚战斗之星） | 越南服役奖章 （5枚战斗之星） | 越南战役奖章           |

## 历任舰长
| 姓名       | 译名                     | 军衔             | 所属军种       | 任职时间                    |
| ---------- | ------------------------ | ---------------- | -------------- | --------------------------- |
|            | 劳顿·H·克罗斯比          | 少校             | 美国海军预备役 | 1943年11月30日              |
|            | 理查德·D·塔克            | 少校             | 美国海军预备役 | 1944年12月22日              |
|            | 弗兰西斯·C·卡迪          | 少校             | 美国海军预备役 | 1945年7月21日               |
|            | 赫伯特·T·沃德尔          | 上尉（升任少校） | 美国海军预备役 | 1945年11月11日              |
|            | 大卫·斯塔福德·斯特雷特   | 上尉             | 美国海军       | 1946年8月19日               |
|            | 克林顿·杰罗姆·梅里特     | 上尉             | 美国海军       | 1946年9月14日-1946年10月4日 |
|            | 约瑟夫·约翰·科特         | 少校             | 美国海军       | 1956年7月21日               |
|            | 托马斯·查尔斯·扬         | 少校             | 美国海军       | 1957年11月23日              |
|            | 格伦·韦斯利·瓦恩曼       | 少校             | 美国海军       | 1960年3月4日                |
|            | 道格拉斯·劳埃德·纽加德   | 少校             | 美国海军       | 1961年12月15日              |
|            | 亚瑟·阿道夫·斯特伦克     | 少校             | 美国海军       | 1963年9月26日               |
|            | 小查尔斯·帕特里克·法瑞尔 | 少校             | 美国海军       | 1964年9月27日               |
|            | 比利·吉尔·怀特           | 少校             | 美国海军       | 1967年7月13日               |
|            | 乔治·尤金·奥布莱恩       | 少校             | 美国海军       | 1968年7月26日-1969年9月21日 |
| 参考文献： |                          |                  |                |                             |